# Forte de São Domingos de Gragoatá

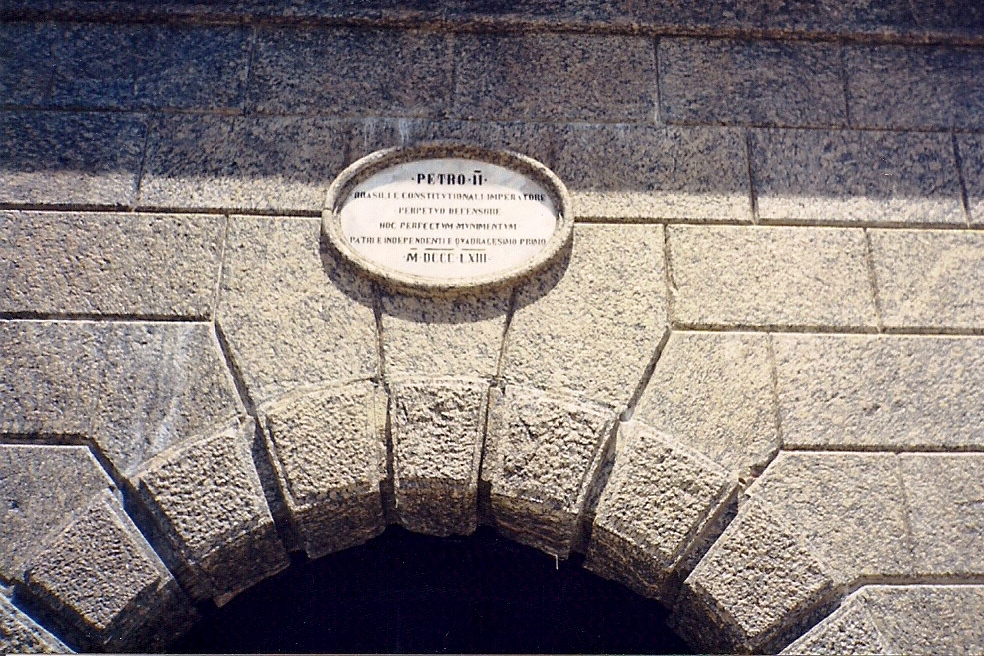
Forte do Gragoatá, Niterói. cartela sobre o portão de armas.

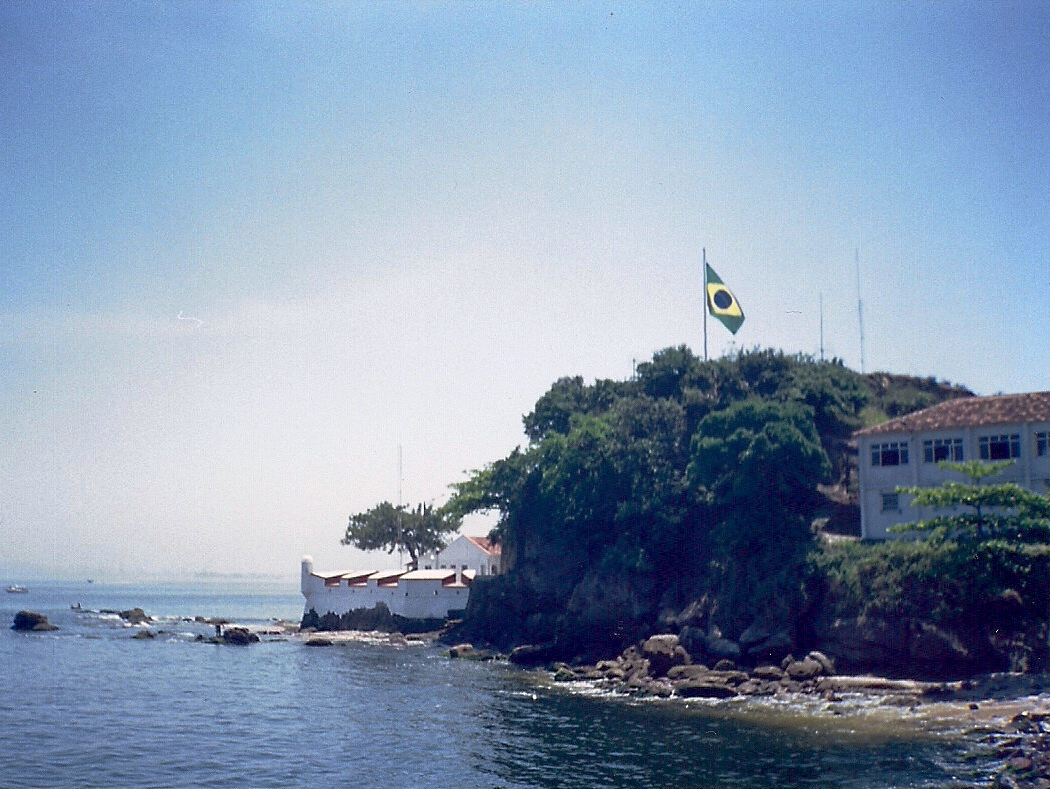
Forte do Gragoatá: panorâmica.

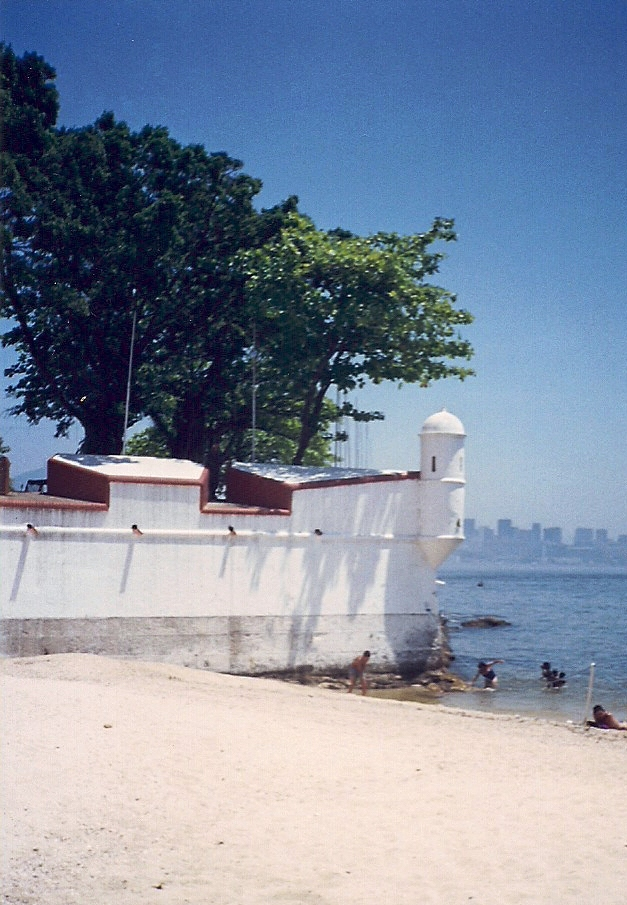
Forte do Gragoatá: guarita.

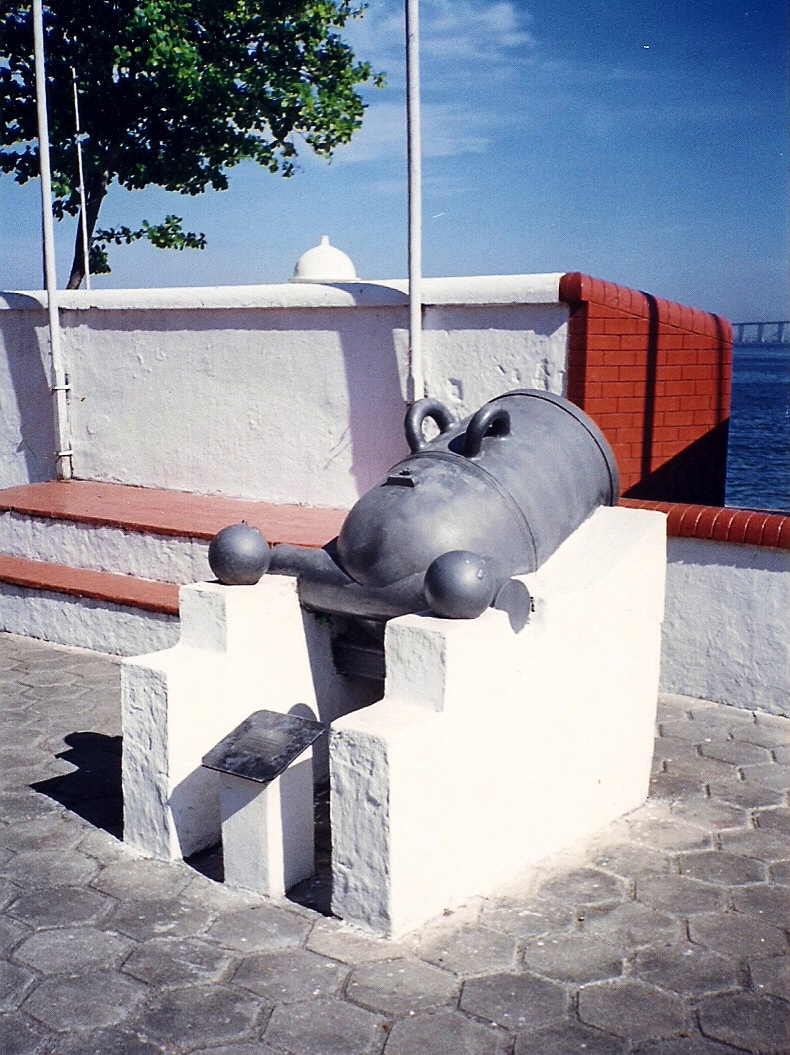
Forte do Gragoatá: antigo morteiro inglês.

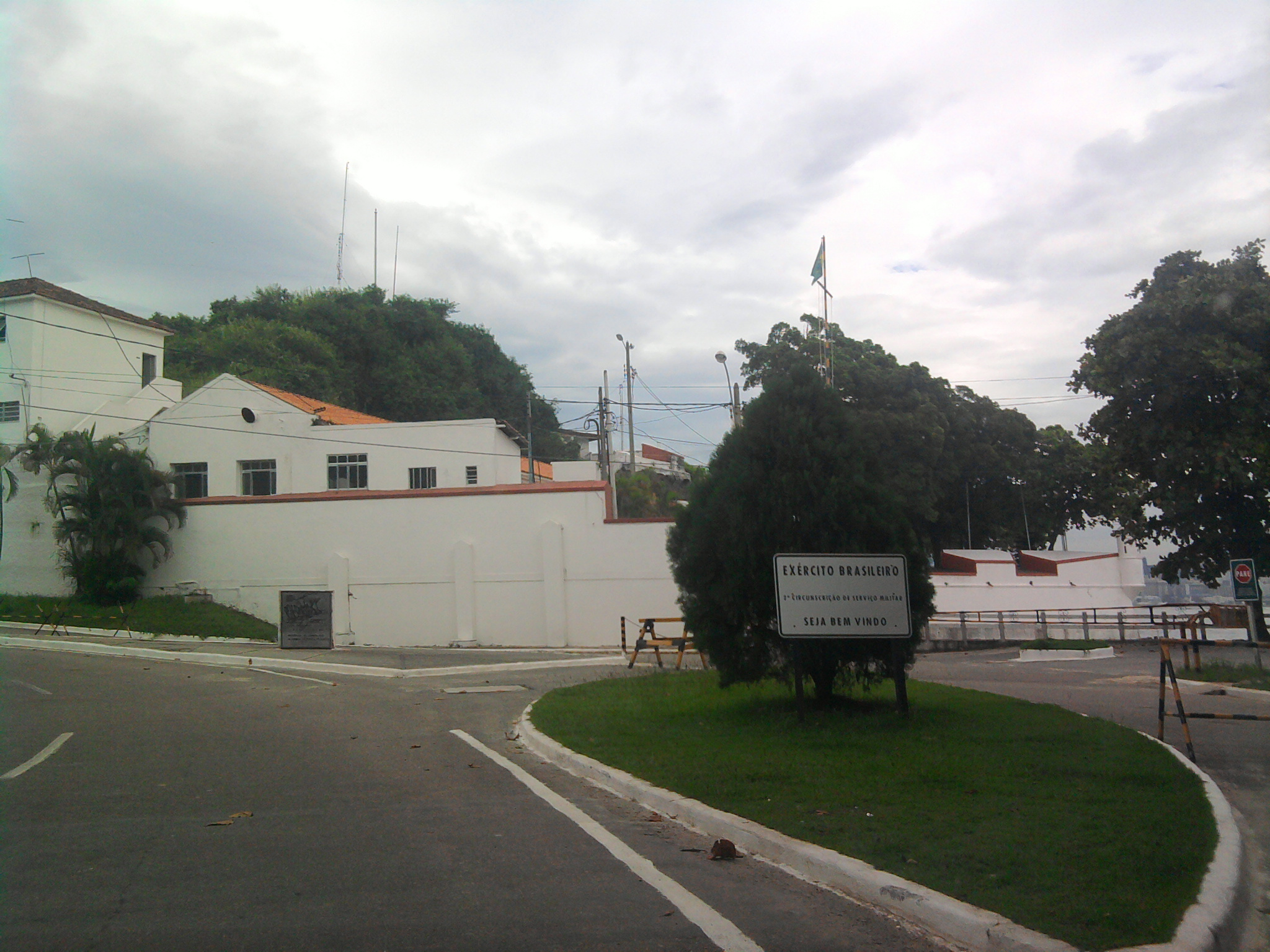
Forte do Gragoatá: vista pelo lado de terra.

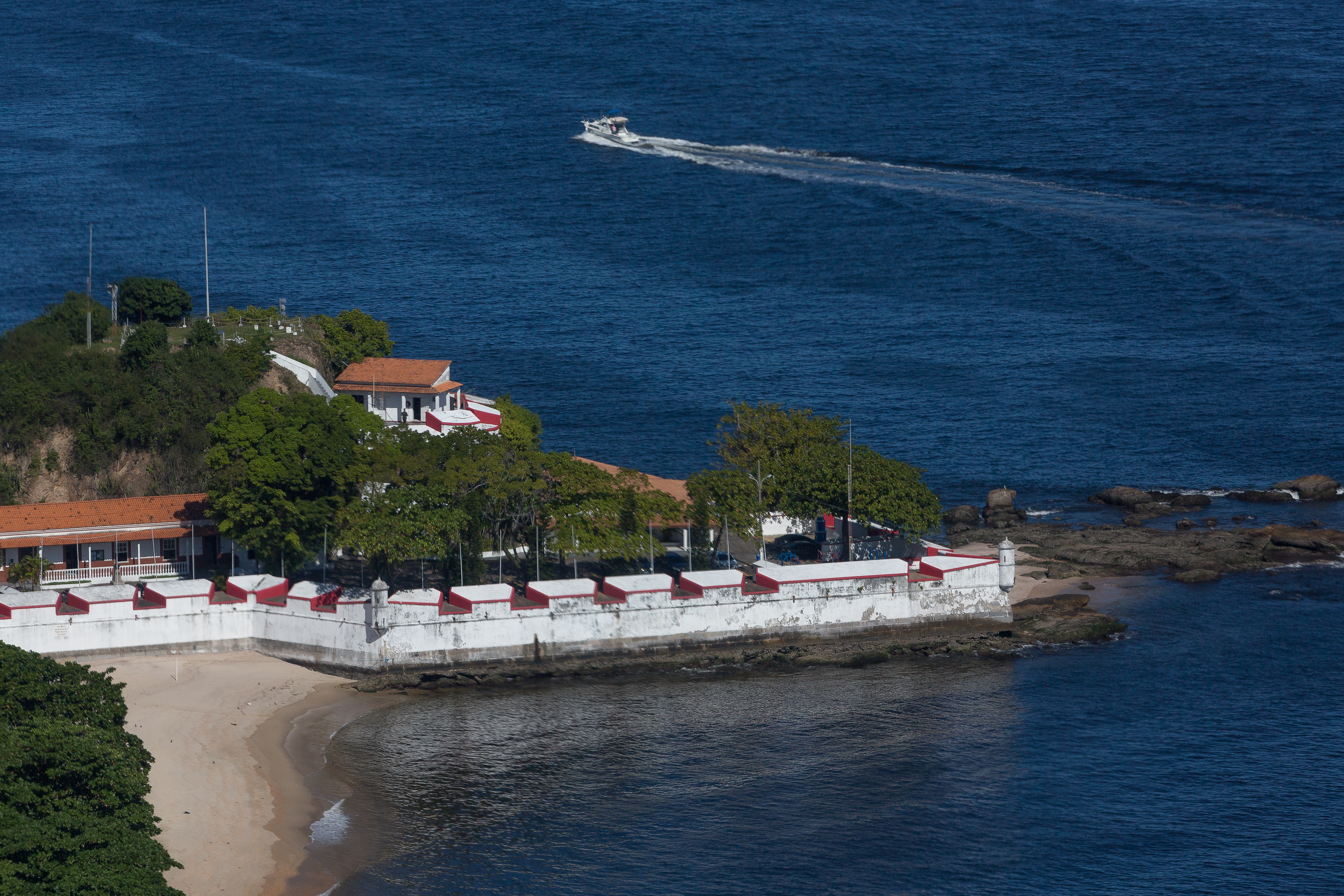
Vista aérea doForte de São Domingos de Gragoatá.

Forte de São Domingos de Gragoatá, também referido apenas como Forte do Gragoatá, localiza-se num promontório rochoso na extremidade da antiga praia de São Domingos, atual bairro do Gragoatá, na cidade de Niterói, no estado do Rio de Janeiro, no Brasil.

## Etimologia
O nome do bairro é uma referência a uma planta típica da região, o gragoatá ("Bromelia balansae"). A antiga praia de São Domingos, um extenso areal hoje cortado, ficou assim conhecida por uma primitiva capela ali erguida em 1652, sob a invocação de São Domingos, atual Igreja Matriz de São Domingos.

## História

### Século XVII
Existem divergências entre os estudiosos acerca da data de início da sua primitiva fortificação:
- Salvador Mata e Silva fixa-a em 1610, afirmando ser este o segundo forte mais antigo de Niterói, após a Bateria de Nossa Senhora da Guia, que remonta ao final do século XVI;
- os arquivos relativos ao tombamento, no Instituto do Patrimônio Histórico e Artístico Nacional, registram que um forte já existia em 1660, quando vários oficiais se dirigiram à Coroa Portuguesa, solicitando a sua conservação e reparação;
- PIZARRO considera-o anterior a 1698, à vista da Carta-régia de 17 de novembro desse ano ("Memórias Históricas do Rio de Janeiro");
- SOUZA (1885) considera-o contemporâneo à Bateria de Nossa Senhora da Boa Viagem, anterior a 1710 (op. cit., p. 108-109), no que é seguido por BARRETO (1958).

É correto supor que o atual forte remonte a uma bateria instalada a partir de 1696, pelo governador da capitania do Rio de Janeiro, Sebastião de Castro Caldas (1695-1697). Em posição dominante sobre um rochedo, cruzava fogos com a Bateria da Boa Viagem e com a Bateria da Ilha de Villegaignon. A Carta-régia de 17 de novembro de 1698 mandava pagar a Pedro Gomes e a Pedro de Barros as obras realizadas na Bateria de São Domingos (PIZARRO, 1945), obras essas que apresentando problemas estruturais já em 1701, necessitavam reparos, tendo o governador Francisco de Castro Morais (1699-1702), responsabilizado esses dois empreiteiros por "falsificação das obras que haviam feito".

### Século XVIII
Não há informação se este forte secundou o fogo da Bateria da Boa Viagem ante a invasão do Rio de Janeiro pelo corsário francês René Duguay-Trouin em setembro de 1711.
Uma relação do governador Antônio de Brito Freire Meneses (1717-1719) informou a Lisboa que na Bateria de São Domingos contavam-se dez peças de ferro e 426 balas de diferentes calibres.
Em 1735 estava artilhada com 9 peças: 6 de 18 libras e 3 de 24 libras.
A posição consta na "Relação geral de todas as praças fortificadas em torno do porto e cidade do Rio de Janeiro", de autoria do Brigadeiro Engenheiro Jacques Funck (7 de outubro de 1768).
O "Relatório do Marquês de Lavradio, Vice-rei do Rio de Janeiro, entregando o Governo a Luiz de Vasconcellos e Souza, que o sucedeu no vice-reinado", datado do Rio de Janeiro em 19 de junho de 1779, informa: "Os pequenos redutos do Gravatá e Boa Viagem foram reedificados, que estavam inteiramente fora de serviço." (p. 427) (RIHGB, Tomo IV, 1842. p. 409-486.)
Em 1781, o seu armamento encontrava-se reduzido a 8 peças.
Encontra-se relacionado no "Mapa das Fortificações da cidade do Rio de Janeiro e suas vizinhanças", que integra as "Memórias Públicas e Econômicas da cidade de São Sebastião do Rio de Janeiro para uso do Vice-Rei Luiz de Vasconcellos, por observações curiosas dos anos de 1779 até o de 1789". Este segundo documento (mapas e tabelas) originalmente devia se encontrar em apenso ao "Relatório" de 1779.
Sob o governo do Vice-rei D. José Luís de Castro, 2° conde de Resende (1790-1801) tiveram lugar grandes transformações na estrutura do forte. À época o seu armamento ascendia a 9 peças: 5 de 25 libras, 3 de 18 e 1 de 3.

### Século XIX
Durante o Período Regencial, o Decreto de 24 de dezembro de 1831 mandou desarmá-la. Em 1838, entretanto, encontrava-se artilhada com oito peças, e guarnecida por setenta praças, sob o comando do major Antônio Salerno Toscano (GARRIDO, 1940:108). A Portaria Ministerial de 9 de maio de 1848 encarregou o coronel-engenheiro Antônio João Rangel de Vasconcelos de informar o estado da fortificação, fazendo recolher a artilharia que achasse abandonada. No contexto da Questão Christie (1862-1665), a partir de 1863, procedem-se os reparos exigidos em sua estrutura, quando foi ampliada. Data, dessa época, a inscrição epigráfica, em mármore, no frontispício em cantaria do portão de armas do forte, que informa, em latim:
"Sendo Pedro II Imperador Constitucional do Brasil, foi acabada esta fortificação, no quadragésimo ano da independência da pátria - 1863"
As obras, dirigidas pelo major Francisco Primo de Souza, consistiram em:
- a abertura de um corte no morro atrás do forte para servir de fossa;
- a escavação de um paiol de pólvora na rocha viva;
- a reconstrução dos quartéis;
- o reforço dos panos de muralha;
- a abertura de túneis entre as baterias para assegurar a comunicação entre as mesmas sob o fogo inimigo;
- a construção de uma bateria elevada ("cavaleiro") para complemento da defesa da fortificação.[4]

Encontra-se relacionada como "Caraguatá" entre as defesas do setor Norte ("Litoral de Niterói") no "Mapa das Fortificações e Fortins do Município Neutro e Província do Rio de Janeiro" de 1863, no Arquivo Nacional.
Quando da proclamação da República brasileira (1889), o governo provisório do presidente marechal Deodoro da Fonseca (1889-1891) reartilhou e reguarneceu as fortificações brasileiras. O Forte de São Domingos de Gragoatá recebeu, então, moderna artilharia raiada (canhões Withworth e Krupp de 32 e 75 milímetros). Eleito constitucionalmente em 1891, o marechal Deodoro fechou o Congresso Nacional (3 de novembro de 1891), buscando, por um golpe militar, a reforma da Constituição, ampliando os poderes do Executivo. Nesse momento, o almirante Custódio José de Mello (1840-1902) e outros oficiais generais organizaram um bem-sucedido contragolpe que conduziu à renúncia de Deodoro (23 de novembro), assumindo, a presidência, o vice-presidente marechal Floriano Peixoto (1891-1894). Rezando o artigo 42 da Constituição brasileira de 1891 que "Se no caso de vaga, por qualquer causa, da presidência ou da vice-presidência, não houverem ainda decorrido dois anos do período presidencial, proceder-se-á nova eleição.", e ocorrendo atritos políticos entre o presidente e o almirante Custódio de Melo, este sublevou a Marinha do Brasil (novembro de 1893) exigindo o cumprimento da Constituição: iniciava-se a Revolta da Armada (1893-1894).
O Forte de Gragoatá, ocupado por um batalhão de estudantes da antiga Escola Politécnica e das escolas militares, sob o comando tenente Edgard Francisconi Gordilho, tomou a defesa do governo, e manteve o fogo de sua artilharia sobre os rebeldes. Na madrugada de 9 de fevereiro de 1894, os revoltosos desembarcaram na ponta da Armação, em Niterói, na tentativa de assalto ao Forte de Gragoatá, onde o Batalhão Acadêmico, sob o comando do capitão Agostinho Ramindo Gomes de Castro, com o apoio da Fortaleza de Villegaignon e da Fortaleza da Ilha das Cobras, resistia ao fogo do Encouraçado Tiradentes e do Cruzador República. O almirante Saldanha da Gama (1846-1895) ordenou, então, que o fogo do Encouraçado Aquidabã, sob o comando do futuro almirante Alexandrino de Alencar, se concentrasse sobre o Forte de Gragoatá, vindo a matar, com uma granada, os voluntários José Pereira de Gouveia e Luís Nicanor Lucas. Sem que tenha se rendido, e arruinado pelo fogo dos revoltosos, finda a revolta (13 de abril de 1894), dois dias após, o Forte de Gragoatá foi visitado pelo presidente marechal Floriano Peixoto, que, em homenagem, mudou o seu nome para Forte Batalhão Acadêmico.
Com as obras de modernização do Forte Tamandaré da Laje, iniciadas em 1896 para receber canhões Krupp em cúpulas de aço, o de Gragoatá recebeu o seu material bélico, que manteve até a transferência do mesmo em 1898 para a ilha do Boqueirão. Nessa época, a fortificação passou a ser guarnecida pelo 6º Batalhão de Artilharia do Exército, comandado pelo alferes Cândido José do Nascimento.

### Do século XX aos nossos dias
Desarmado no início do século XX, desde 1936 a comunidade local mobilizou-se para utilizar as instalações do forte como espaço cultural e de lazer. Nesse ano, o grupamento de escoteiros da Boa Viagem, sob a orientação do almirante Benjamim Sodré, retirou das águas fronteiras um velho canhão colonial de alma lisa, carcomido pela ferrugem, além de um obuseiro datado de 1861, contemporâneo da reforma de 1863. Dois anos mais tarde, em 1938, procedeu-se o tombamento pelo Patrimônio Histórico e Artístico Cultural. Por iniciativa do interventor federal, almirante Ernani do Amaral Peixoto (1937-1945), o Ministério da Guerra cedeu o imóvel ao governo do Estado do Rio de Janeiro, para que nele fosse abrigado o Monumento e Museu da Fundação da República, criado em 26 de agosto de 1941. Com a mesma finalidade, a Prefeitura Municipal de Niterói (gestão Barros Júnior), promoveu, em 1943, obras de melhoria do entorno, construindo um jardim público, com bancos e replantio de flores e gramados, atendendo ao anseio da comunidade. O prosseguimento das obras, bem como o projeto do Museu não foram concretizados em função do ingresso do Brasil na Segunda Guerra Mundial (1939-1945).
Em 1952, sendo governador do estado do Rio de Janeiro, Ernâni do Amaral Peixoto (1951-1954), o imóvel abrigou a seção fluminense da Colônia de Pintores do Brasil, por iniciativa do artista-plástico Levino Fânzeres (1884-1956), instituição por ele fundada para o ensino livre de pintura, numa experiência de curta duração. Ao final da década de 1950, o imóvel reverteu ao Ministério da Guerra, passando a abrigar a 3ª Brigada de Artilharia de Costa, tendo sediado a 2ª Brigada de Infantaria Motorizada (Brigada Arariboia) até a sua transferência.

## Ver também

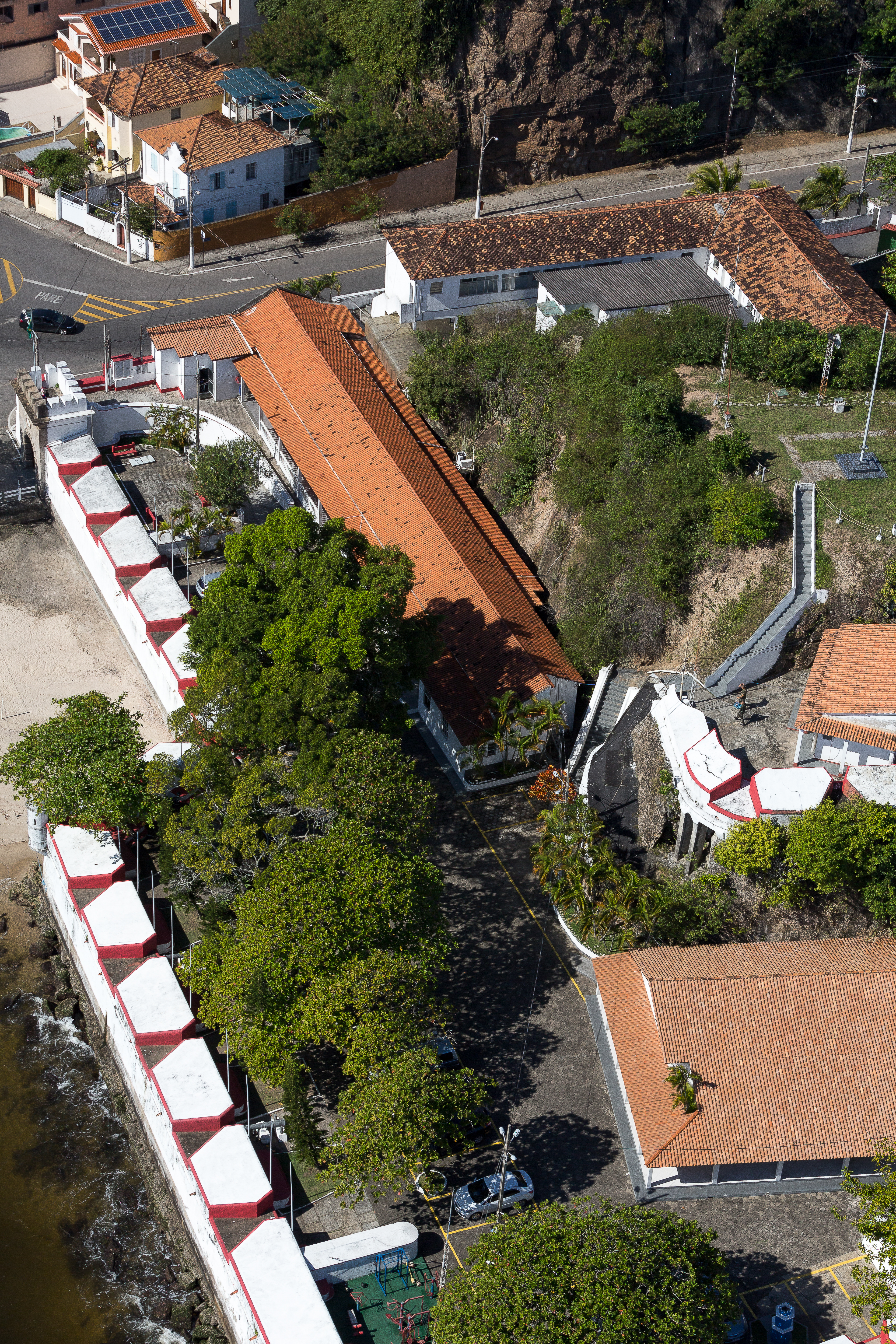
Vista aérea dp Forte de São Domingos de Gragoatá.